# Bathyaulax concolor
Bathyaulax concolor är en stekelart som beskrevs av Szepligeti 1906. Bathyaulax concolor ingår i släktet Bathyaulax och familjen bracksteklar. Inga underarter finns listade.